# 小川泰
小川 泰（おがわ たい、1923年1月2日 - ）は、日本の政治家。元民社党衆議院議員（1期）。

## 経歴
千葉県出身。1944年中央大学専門部経済学科卒。同年日本発送電入社。戦後、東京電力に入り、同社労組役員を経て、全日本労働総同盟副書記長、同政治福祉局長などを務める。
1979年の第35回衆議院議員総選挙で神奈川2区から曾禰益の後継者として民社党公認で立候補したが落選。翌年の第36回衆議院議員総選挙でも落選。1983年の第37回衆議院議員総選挙で初当選し、衆議院議員を1期務めた。1986年の第38回衆議院議員総選挙で落選。1987年・1989年(リクルート事件に伴う革新系現職辞任による選挙)二度の川崎市長選で県議経験者の新人永井英慈(民社、自民、進歩の各党推薦)を全面的支援するも永井は落選。民社党を離党し、1990年の第39回衆議院議員総選挙は無所属で立候補したがまたも落選した。
雨笠裕治川崎市議会議員は衆議院議員時代の秘書。
2012年3月30日｢竹の会｣月例勉強会にて、原子力発電に代わる次世代水力発電を提唱した。